# Архианнелиды
Архианнелиды, или первичные кольчецы (лат. Archiannelida) — группа многощетинковых червей, приобретших общие черты в связи с жизнью в интерстициали (в пространстве между частицами грунта, в сплетениях нитчатых водорослей). Ранее архианнелид рассматривали как наиболее примитивный класс кольчатых червей.

## Строение
Это мелкие морские черви, размеры которых не превышают 2—3 мм. У них наблюдается первичная кольчатость в строении ресничного покрова. К наиболее примитивным архианнелидам относятся виды рода динофилус (Dinophilus). Тело динофилуса подразделено на головной отдел, состоящий из двух сегментов, туловище из пяти сегментов и анальную лопасть. Сегменты с поясками ресничек, при помощи которых динофилусы скользят по поверхности дна. Нервная система состоит из спинного головного ганглия и двух брюшных нервных стволов с пятью парами ганглиев, связанных комиссурами. Кишечник из трех отделов. Имеются четыре пары протонефридиев. Преобладает первичная полость тела. Кровеносная система отсутствует.